# Jacques Tournier
Pour les articles homonymes, voir Tournier.
Jacques Tournier, né le 21 juin 1922 à Toulon et mort le 15 mars 2019 à Nice,, est un écrivain et traducteur français plus connu sous son pseudonyme de Dominique Saint-Alban.

## Biographie
Auteur du feuilleton radiophonique et télévisé Noële aux quatre vents, Jacques Tournier est un passionné de littérature américaine.
Il a écrit la biographie de Carson McCullers, traduit la correspondance de Truman Capote. Ses livres, Des persiennes vert perroquet (1998), Le Dernier des Mozart (2000) (à propos de Franz Xaver Wolfgang Mozart) , À l'intérieur du chien (2002), Des amants singuliers (2007), Zelda (2008), ont un réel succès dans le monde des lettres. Il a également traduit en français les deux romans de F. Scott Fitzgerald.

### Tournier et le cinéma
- En 1977, Michel Drach et Pierre Uytterhoeven adaptent pour le cinéma son roman Les Étangs de Hollande avec le film Le Passé simple interprété notamment par Marie-José Nat.
- En 1990, Axel Corti adapte Jeanne de Luynes, comtesse de Verue, sous le titre La Putain du roi.
- En 2017, le personnage de Jacques Tournier est interprété par l'écrivain Pierre Michon dans le film de Mathieu Amalric Barbara, sur la chanteuse.

## Œuvre
- Les Jardins du roi, La table ronde, 1959
- Barbara, Seghers, 1968
- Les Amours brèves, Fayard, 1970
- Jeanne de Luynes, comtesse de Verue, Mercure de France, 1984  (ISBN 2070385949)
- Des persiennes vert perroquet, Calmann Lévy, 1998
- La Maison déserte, Calmann Lévy, 1998
- Le Dernier des Mozart, Calmann Lévy, 2000
- À l'intérieur du chien, Gallimard, 2002
- Des amants singuliers, Joëlle Losfeld, 2007
- Zelda, Grasset, 2008
- Francesca de Rimini, Seuil, 2010
- La Maison de thé, Seuil, 2011
- Le Marché d’Aligre, Grasset, 2013
- Qui êtes vous Carson McCullers ?, éd. La manufacture
- La Bleue, Mercure de France
- Promenade Café, éd. Belfond
- À la recherche de Carson McCullers, éd. Calmann-Levy
- Barbara ou Les parenthèses, préface de Mathieu Amalric, Paris, Équateurs, 2017  (ISBN 978-2-84990-537-1)

### Sous le pseudonyme de Dominique Saint-Alban
- Noële aux quatre vents[3], feuilleton radiophonique en 918 épisodes, réalisation Jean Chouquet, musique Michel Colombier, 1964
- Noële aux quatre vents[4] (roman), Paris, Robert Laffont, 1967
- Le Roman d'amour des grandes égéries[5], Paris, Robert Laffont, 1970
- Anne jour après jour[6], Paris, Robert Laffont, 1974
- Les Étangs de Hollande[7], Paris, Flammarion, 1976  (ISBN 2-08-060865-7)
- L’Épingle noire[8], Paris, Flammarion, 1979  (ISBN 2709601877)

### Traductions
- F. Scott Fitzgerald : Gatsby le Magnifique, Le Livre de poche, 1990[9]
- F. Scott Fitzgerald : Tendre est la nuit